# Dark (seriál)
Dark je německý dramatický televizní seriál od Barana bo Odara a Jantje Frieseové. První řada s 10 díly měla premiéru 1. prosince 2017 na Netflixu. Druhá řada pak vyšla v roce 2019 a třetí a poslední řada byla uvedena 27. června 2020.

## Dějový přehled
Z německého města Winden začnou mizet děti. Začínají se rozklíčovávat roztříštěné vztahy, dvojí životy a temné minulosti čtyř rodin, které tam žijí a postupně se odhalují záhady přes čtyři generace.
První sezóna začíná v roce 2019, ale později se prostřednictvím cestování časem děj odehrává i v letech 1986 a 1953, kdy členové ústředních rodin seriálu objeví červí díru v jeskynním systému pod místní jadernou elektrárnou. Během první sezóny jsou odhalena tajemství týkající se rodin Kahnwaldových, Nielsenových, Dopplerových a Tiedemannových. Jejich životy se začnou hroutit, když začnou objevovat jednotlivé souvislosti. Tyto souvislosti každá postava objevuje trochu jiným způsobem..
Druhá sezóna pokračuje v pokusech propletených rodin znovu se setkat se svými zmizelými milovanými, několik měsíců po finále první sezóny, v roce 2020, 1987 a 1954, resp. další dějové linie se odehrávají v letech 2053 a 1921. Druhá sezóna představuje Sic Mundus Creatus Est, hlavní frakci v probíhající bitvě o konečný osud lidí z Windenu a celého světa. Sezóna se odpočítává směrem k apokalypse.
Třetí sezóna sleduje čtyři rodiny napříč časem po apokalypse v roce 2020. Představuje paralelní svět připoutaný k prvnímu. Třetí sezóna pokračuje v dějových liniích 1954, 1987, 2020 a 2053 v prvním světě a zároveň přidává nový děj 1888 a 2019 a 2052 ve druhém světě, protože frakce prosazují své vlastní touhy po každém světě. Sezóna také představuje hlavní události mezi všemi těmito roky, pokračuje v událostech sezóny a zároveň slouží jako pozadí událostí prvních dvou sezón.

## Rozdělení realit (důležité pro pochopení děje)
V celém seriálu se během jeho děje prolíná 10 různých realit. Seriál končí tak, že zbude jen jedna realita, ve které se časem nikdy necestovalo, necestuje a nebude cestovat.
| Realita                    | Popis | Zmínka v seriálu                            |
| -------------------------- | --- | ------------------------------------------- |
| Svět Adama                 | V této realitě celý seriál začíná a až do začátku třetí série ji divák považuje za jedinou existující. Jonas Kahnwald se během apokalypsy schová do bunkru ve svém domě, následně sestrojí stroj času, vrací se do roku 2020, odkud zachraňuje před apokalypsou Magnuse, Franzisku a Bartosze a následně cestují časem do roku 1888. | od 1. série, 1. epizody                     |
| První realita              | Martha Nielsenová z Evina světa zachrání Jonase Kahnwalda před apokalypsou ve Světě Adama a tím vytváří novou realitu ve Světě Adama | od 3. série, 1. epizody                     |
| Svět Evy                   | Martha Nielsenová se vydá na cestu časem poté, co potká Jonase Kahnwalda. Následně si vezme jméno Eva a snaží se zachovat Uzel. | od 3. série, 1. epizody                     |
| Původní svět               | Cestování časem nikdy nevzniklo a všichni, kteří se narodili díky časovému paradoxu, zmizí a nikdy neexistovali. Zbytek žije normální život. Touto realitou seriál končí. | 3. série, 8. epizoda                        |
| Zničený původní svět       | H. G. Tannhaus sestrojí stroj času, aby zabránil smrti svého syna a jeho rodiny, tím ale vytvoří Uzel, který všechny světy, z něj vzniklé, zničí. | 3. série, 7. epizoda - 3. série, 8. epizoda |
| Třetí realita              | Adam zachrání Jonase Kahnwalda od apokalypsy a pošle ho do druhé reality v Evině světě s úkolem obdobně zachránit Marthu Nielsenovou | 3. série, 8. epizoda                        |
| Druhá realita ve světě Evy | Jonas Kahnwald přicestuje do Evina světa, poté, co ho Adam zachrání před apokalypsou a zachrání Marthu Nielsenovou před odcestováním do Adamova světa. | 3. série, 8. epizoda                        |
| Uzel                       | Masivní časová smyčka, plná bolesti a utrpení, která se vyskytuje mezi světy Adama a Evy. Eva byla zabita Adamem a ten pošle mladou Marthu proti svému starému já. | 3. série, 8. epizoda                        |
| Rozbitý uzel               | Uzel byl zničen Jonasem a Marthou, a tím zničili i světy Adama a Evy. Po rozbití uzlu všechny postavy, které se narodily jen díky časovému paradoxu, mizí a nikdy neexistovaly. | 3. série, 8. epizoda                        |
| Rozbitý uzel v Evině světě | Po zničení uzlu přicestuje do Evina světa Adam, kde oba společně mizí a zanikají. | 3. série, 8. epizoda                        |

## Obsazení

### Kahnwaldovi
- Sebastian Rudolph jako Michael Kahnwald:[1] 43letý otec, který spáchal sebevraždu v roce 2019
- Maja Schöne jako Hannah Kahnwald (rodným jménem Krüger):[1] Michaelova manželka a Jonasova matka, která pracuje jako masérka
  - Ella Lee jako 14letá Hannah Krüger (1986)
- Louis Hofmann jako Jonas Kahnwald:[1] jediný syn Michaela a Hannah, nejlepší kamarád Bartosze Tiedemanna
  - Andreas Pietschmann jako Jonas Kahnwald (2052)
- Angela Winkler jako Ines Kahnwald:[1] vysloužilá sestra a Jonasova babička
  - Anne Ratte-Polle jako Ines Kahnwald (1986)
  - Lena Urzendowsky jako Ines Kahnwald (1953)

### Nielsenovi
- Oliver Masucci jako Ulrich Nielsen:[1] policista a otec tří dětí
  - Ludger Bökelmann jako Ulrich (1986)[1]
- Jördis Triebel jako Katharina Nielsen:[1] Ulrichova manželka a matka tří dětí, ředitelka střední školy
  - Nele Trebs jako Katharina (1986)[1]
- Moritz Jahn jako Magnus: teenagerský syn
- Lisa Vicari jako Martha:[1] teenagerská dcera a Bartoszova přítelkyně
- Daan Lennard Liebrenz jako Mikkel: Nielsenovo nejmladší dítě, které v 11 letech roku 2019 zmizelo
- Antje Traue jako Agnes Nielsen (1953): matka Tronteho a babička Ulricha
- Walter Kreye jako Tronte Nielsen: otec Ulricha a druhého syna Madse, který zmizel 9. října 1986 ve 12 letech
  - Felix Kramer jako Tronte (1986)
- Tatja Seibt jako Jana Nielsen: Tronteho žena a matka Ulricha a Madse
  - Anne Lebinsky jako Jana (1986)

### Dopplerovi
- Stephan Kampwirth jako Dr. Peter Doppler:[1] Charlottin manžel a Jonasův psycholog
- Karoline Eichhorn jako Charlotte Doppler:[1] šéfka windenské policie a Peterova manželka
  - Stephanie Amarell jako Charlotte v roce 1986[1]
- Gina Stiebitz jako Franziska Doppler: teenagerská dcera Petera a Charlotty
- Carlotta von Falkenhayn jako Elisabeth Doppler: hluchá, 8letá dcera Petera a Charlotty
- Hermann Beyer jako Helge Doppler: 75letý Peterův otec, který býval zaměstnancem v elektrárně, avšak nyní trpí demencí
  - Peter Schneider jako Helge (1986)
  - Tom Philip jako Helge (1953)
- Michael Mendl jako Bernd Doppler (1986): Peterův děda, zakladatel Windenské jaderné elektrárny
  - Anatole Taubman jako Bernd v roce 1953[1]

### Tiedemannovi
- Deborah Kaufmann jako Regina Tiedemann: matka Bartosze a manažerka v hotelu
  - Lydia Maria Makrides jako Regina (1986)
- Peter Benedict jako Aleksander Tiedemann (rodným jménem Boris Niewald): Reginin manžel a ředitel jaderné elektrárny v roce 2019
- Béla Gabor Lenz jako Aleksander Köhler (1986)
- Bartosz Tiedemann: Reginin teenagerský syn, Jonasův nejlepší kamarád, přítel Marthy Nielsen
- Lisa Kreuzer jako Claudia Tiedemann: matka Reginy a babička Bartosze
  - Julika Jenkins jako Claudia (1986): první ředitelka jaderné elektrárny
- Christian Pätzold jako Egon Tiedemann (1986): otec Claudie, policista
- Luise Heyer jako Doris Tiedemann (1953)

### Ostatní
- Erik Obendorf: teenagerský drogový dealer, který zmizel v roce 2019
- Vico Mücke jako Yasin Friese: 9letý hluchý „přítel“ Elisabet, který zmizel v roce 2019
- Mark Waschke jako otec Noah[1]
- Arnd Klawitter jako H.G. Tannhaus: hodinář
  - Christian Steyer jako Tannhaus (1986)
  - Arnd Klawitter jako Tannhaus (1953)
- Leopold Hornung jako Torben Wöller: subalterní policista, který pracuje s Charlottou a Ulrichem

## Vysílání
| Řada | Díly | Premiéra na Netflixu |
| ---- | ---- | -------------------- |
| 1    | 10   | 1. prosince 2017     |
| 2    | 8    | 21. června 2019      |
| 3    | 8    | 27. června 2020      |

## Produkce
V únoru 2016 objednal Netflix první řadu s 10 díly. Bylo oznámeno, že každý díl bude dlouhý jednu hodinu. Natáčení započalo 18. října 2016 v Berlíně a skončilo v březnu 2017. Seriál byl natočen v rozlišení 4K (Ultra HD).